# Stazione di Ōji-Kamiya
La stazione di Ōji-Kamiya (王子神谷駅?, Ōji-Kamiya-eki) è una stazione della metropolitana di Tokyo che si trova a Kita, quartiere di Tokyo. Serve la linea Namboku.